# هنري ودروف
هنري ودروف (بالإنجليزية: Henry Woodruff)‏ هو ممثل أمريكي، ولد في 1 يونيو 1869 في هارتفورد في الولايات المتحدة، وتوفي في 6 أكتوبر 1916 في نيويورك في الولايات المتحدة بسبب التهاب الكلى.

## وصلات خارجية
- هنري ودروف على موقع IMDb (الإنجليزية)
- هنري ودروف على موقع قاعدة بيانات برودواي على الإنترنت (الإنجليزية)